# Maria Dilekta Rasztawicka
Stanisława Maria Dilekta Rasztawicka (ur. 1905, zm. 1995) – polska duchowna Kościoła Starokatolickiego Mariawitów, następnie Kościoła Katolickiego Mariawitów, biskup pomocniczy, przełożona Katolickiego Zgromadzenia Sióstr Mariawitek Nieustającej Adoracji Ubłagania. Przez pewien czas obsługiwała kustodię warszawsko-lubelską.
Po wprowadzeniu kapłaństwa kobiet przez zwierzchnika Starokatolickiego Kościoła Mariawitów bp. Jana Marię Michała Kowalskiego, była w grupie 12 pierwszych sióstr zakonnych wyświęconych na kapłanów w dniu 28 marca 1929 roku. Te same 12 kapłanek zostało następnie podniesionych do godności biskupek Kościoła. Konsekracja miała miejsce w pierwszy dzień Wielkanocy 1929 roku między innymi przy współudziale Marii Izabeli Wiłuckiej-Kowalskiej. Po rozłamie w Kościele Starokatolickim Mariawitów w RP wraz z resztą sióstr ze Zgromadzenia Sióstr Mariawitek przeszła do utworzonego przez bp. Jana Marię Michała Kowalskiego – Kościoła Katolickiego Mariawitów. Po śmierci arcykapłanki Marii Izabeli Wiłuckiej-Kowalskiej była jedną z 8 żyjących biskupek Kościoła. W latach 1946–1995 była przełożoną Katolickiego Zgromadzenia Sióstr Mariawitek Nieustającej Adoracji Ubłagania. Pochowana na cmentarzu mariawickim w Pepłowie.